# Anke Erlank
Anke Erlank, coneguda també com a Anke Erlank-Moore (Ciutat del Cap, 28 de juliol de 1977), és una ciclista i triatleta sud-africana. Ha guanyat diferents campionats nacionals, tant en ruta com en contrarellotge.

## Palmarès en ciclisme
- 1996
  -  Campiona de Sud-àfrica en ruta
- 1999
  - 1a al Tour de Toona i vencedora d'una etapa
  - Vencedora d'una etapa al Tour de Gila
  - Vencedora de 2 etapes al Tour de Willamette
- 2001
  - 1a al Joe Martin Stage Race
  - Vencedora d'una etapa al Tour de Toona
  - Vencedora d'una etapa al Tour de Snowy
- 2004
  -  Campiona de Sud-àfrica en contrarellotge
- 2005
  - Campiona d'Àfrica en ruta
  - Campiona d'Àfrica en contrarellotge
  -  Campiona de Sud-àfrica en contrarellotge

## Palmarès en triatló
- 2001
  - 1a al Campionat del món Xterra de Maui